# Маланже (місто)
Маланже — місто, столиця провінції Маланже в Анголі з населенням близько 222 000 осіб. За 85 км від міста знаходяться водоспади Каландула. Ці водоспади з висотою 105 метрів і великою шириною є головною визначною пам'яткою в регіоні. За 116 км від столиці провінції знаходяться чорні скелі Pungo Andongo (Педрас Неграс де Пунго Андонго). Найбільша гребля в країні знаходиться в Маланже, у муніципалітеті Капанда.

## Клімат
Місто знаходиться у зоні, котра характеризується кліматом тропічних саван. Найтепліший місяць — січень із середньою температурою 22.2 °C (72 °F). Найхолодніший місяць — червень, із середньою температурою 18.9 °С (66 °F).
| Клімат Маланже          | Клімат Маланже | Клімат Маланже | Клімат Маланже | Клімат Маланже | Клімат Маланже | Клімат Маланже | Клімат Маланже | Клімат Маланже | Клімат Маланже | Клімат Маланже | Клімат Маланже | Клімат Маланже | Клімат Маланже |
| Показник                | Січ.           | Лют.           | Бер.           | Квіт.          | Трав.          | Черв.          | Лип.           | Серп.          | Вер.           | Жовт.          | Лист.          | Груд.          | Рік            |
| Абсолютний максимум, °C | 32             | 33             | 32             | 31             | 31             | 31             | 32             | 33             | 32             | 32             | 31             | 31             | 33             |
| Середній максимум, °C   | 27             | 27             | 28             | 27             | 29             | 28             | 29             | 30             | 29             | 28             | 27             | 27             | 28             |
| Середня температура, °C | 21             | 21             | 22             | 21             | 21             | 18             | 19             | 21             | 22             | 22             | 21             | 21             | 21             |
| Середній мінімум, °C    | 16             | 16             | 16             | 16             | 13             | 9              | 9              | 12             | 15             | 16             | 16             | 16             | 14             |
| Абсолютний мінімум, °C  | 13             | 11             | 8              | 11             | 4              | 4              | 2              | 5              | 10             | 12             | 11             | 11             | 2              |
| Норма опадів, мм        | 80             | 130            | 190            | 160            | 10             | 0              | 0              | 0              | 50             | 120            | 200            | 140            | 1130           |
| Днів з дощем            | 7              | 9              | 9              | 9              | 1              | 0              | 0              | 0              | 3              | 8              | 11             | 10             | 72             |
| Вологість повітря, %    | 75             | 71             | 76             | 78             | 64             | 48             | 48             | 56             | 63             | 73             | 79             | 76             | 67             |
| ----------------------- | -------------- | -------------- | -------------- | -------------- | -------------- | -------------- | -------------- | -------------- | -------------- | -------------- | -------------- | -------------- | -------------- |
| Джерело: Weatherbase    |                |                |                |                |                |                |                |                |                |                |                |                |                |

## Історія

### Португальське панування
Португальські поселенці заснували Маланже в 19-му столітті. Будівництво залізниці від Луанди до Маланже на родючому високогір'ї розпочалося у 1885 році. Околиці Маланже включали основну бавовно-виробляючу область португальської Західної Африки і це сприяло його розвитку з самого початку. Місто розвивалося у середині 19-го століття як важливий ринок просто неба (фейра) між Луандою — столицею краю і найбільшим містом за 250 миль (400 км) на захід — і долиною Кванго за 125 миль (200 км) на схід. Розташоване на висоті 4373 футів (1333 м), місто, маючи висотний тропічний клімат, ідеально підходило для цілого ряду сільськогосподарських виробництв. Місто розвивалося як важливий сільськогосподарський, промисловий, торговельний центр та центр послуг. Продукція — бавовна, текстиль, кава, фрукти і кукурудза. Був кінотеатр, лікарня, залізничний вокзал і аеропорт. 25 червня 1970 року португальською владою був створений Національний парк Кангандала, який ще 25 травня 1963 року був класифікований як інтегральний природний заповідник. Він був заснований для захисту гігантських чорних антилоп (Hippotragus niger variani), які були виявлені в 1963 році.

### Після здобуття незалежності від Португалії
Відхід португальців в поєднанні з незалежністю Анголи в 1975 році, і, пізніше, громадянською війною (1975—2002), сильно завдало шкоди виробництву бавовни, а також кави і кукурудзи. Маланже було частково зруйноване під час громадянської війни, але зусилля з відновлення у перші роки після закінчення конфлікту відбудували місто та його околиці.

## Цікаві місця
- Євангельська церква
- гробниця цариці Ana de Sousa Nzinga Mbande
- гробниця Жозе до Тельадо (José do Telhado), місцевого Робін Гуда
- форт Кабатукіла (Forte de Cabatuquila) в місті.

## Транспорт

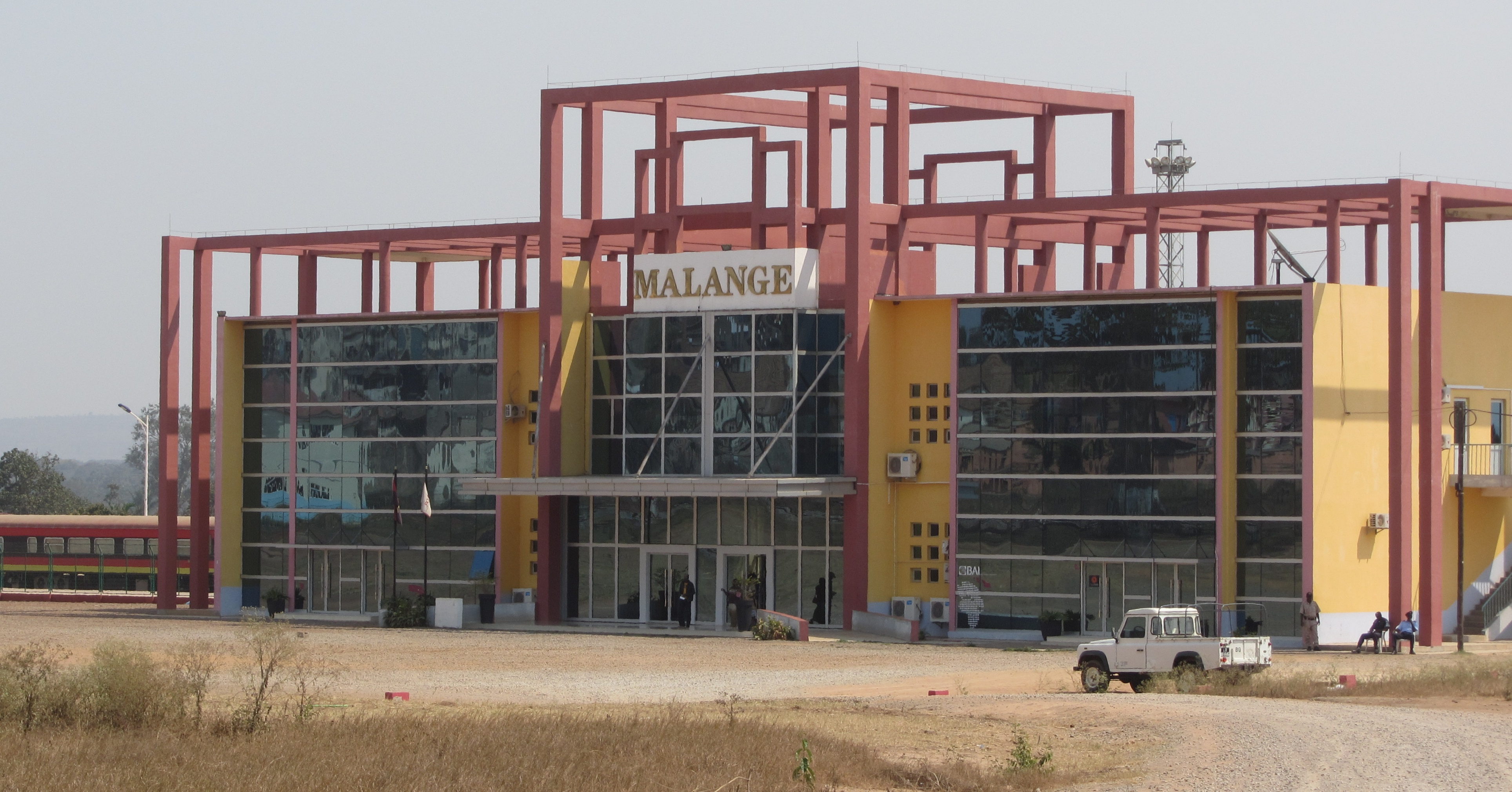
Нова залізнична станція Маланже

### Аеропорт
Аеропорт був побудований в колоніальну епоху. В даний час зі столиці Луанди літають наступні авіакомпанії: TAAG, SAL і Air GEMINI. Маланже знаходиться за 450 км від столиці.

### Залізниця
Будівництво залізниці з Луанди до Маланже розпочалася в 1885 році. Після закінчення громадянської війни в 2002 році, як очікувалося, реконструкція кінцевої зупинки залізниці від Луанди була завершена.